# Sandalia

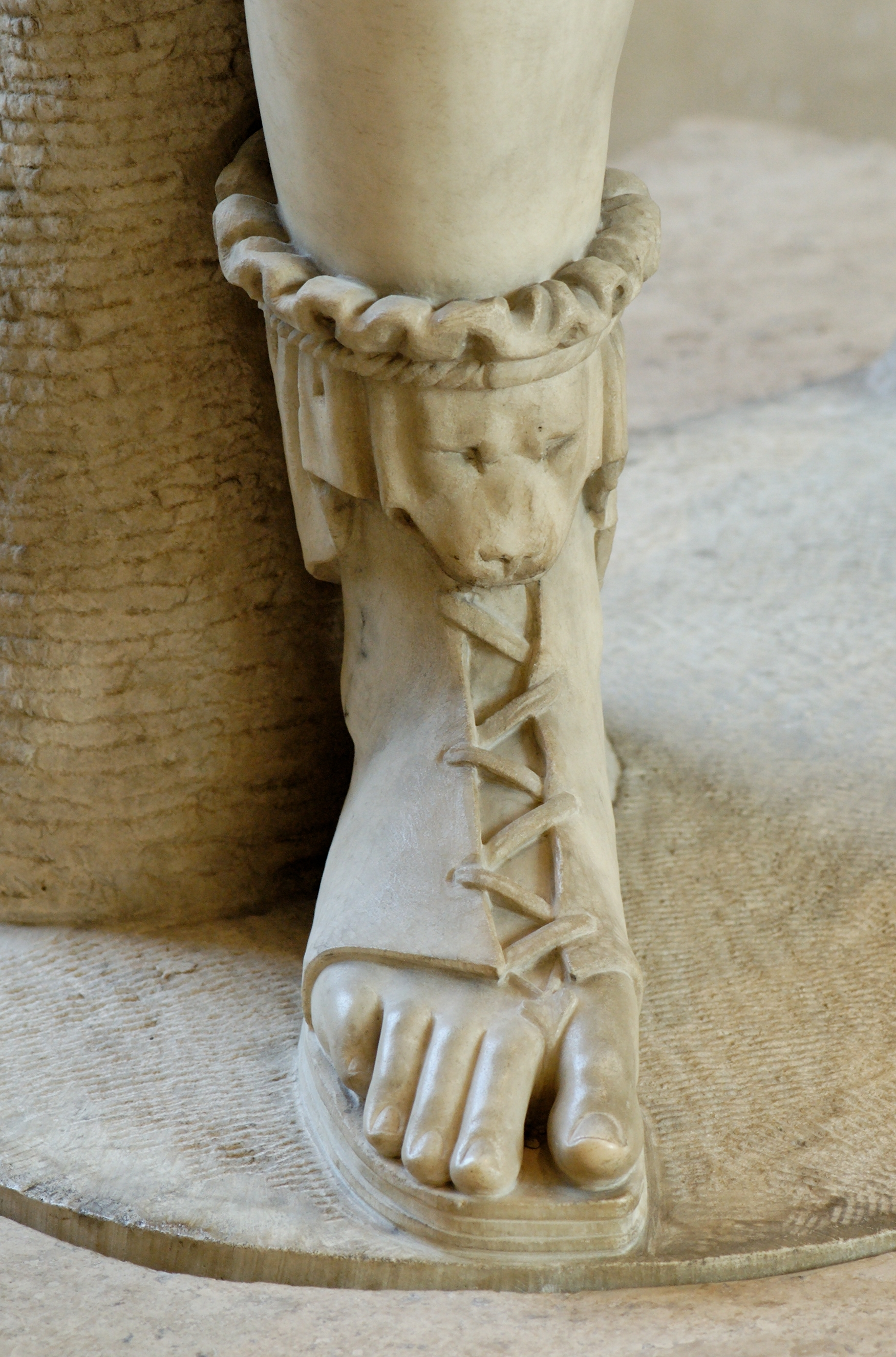
Sandalia griega antigua

La sandalia es un tipo de calzado, conocido desde la antigüedad, que consiste en una suela resistente atada al pie mediante cuerdas, cintas o bandas de material ligero, quedando los dedos y otras partes del pie al descubierto. En distintos países y regiones se utilizan tipos de sandalia muy diferentes en cuanto a materiales, calidades, técnicas o trazado de las sujeciones. La palabra sandalia puede referirse a un amplio rango de variantes, desde un sofisticado calzado femenino de tacón alto hasta una chancleta.

## Etimología
La palabra sandalia llega al castellano del latín sandalĭum, y a este del griego σανδάλιον (como dice el DRAE) o sandalion, diminutivo de σάνδαλον = sándalon: "suela de madera". 

## Historia

### Las sandalias en la Antigüedad

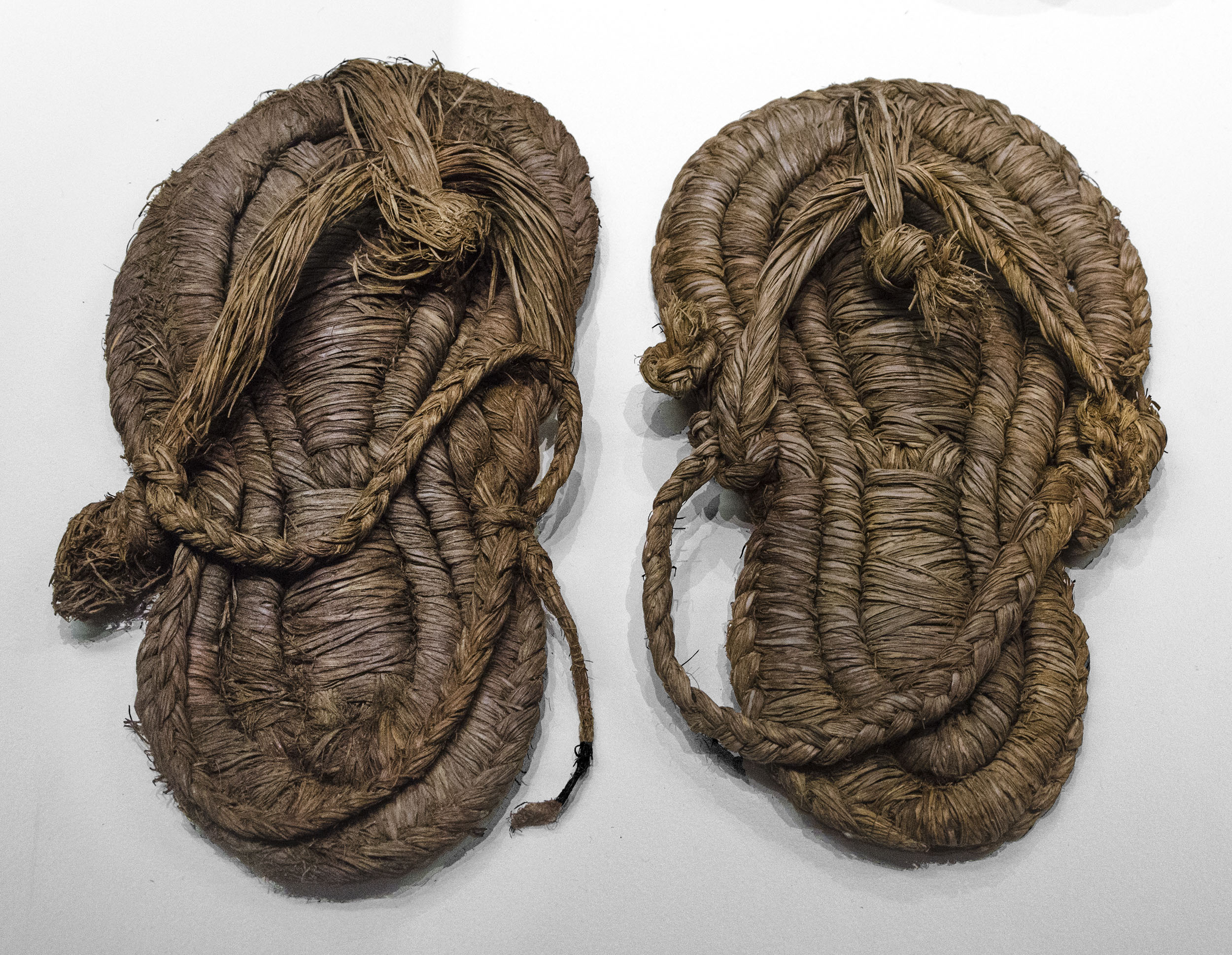
Sandalias de esparto del VI o V milenio a. C. halladas en Albuñol (España).

Este tipo de calzado se conoce desde el periodo Neolítico, a pesar de que su origen etimológico sea algo posterior 

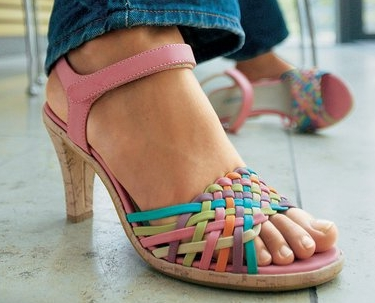
Sandalias femeninas.

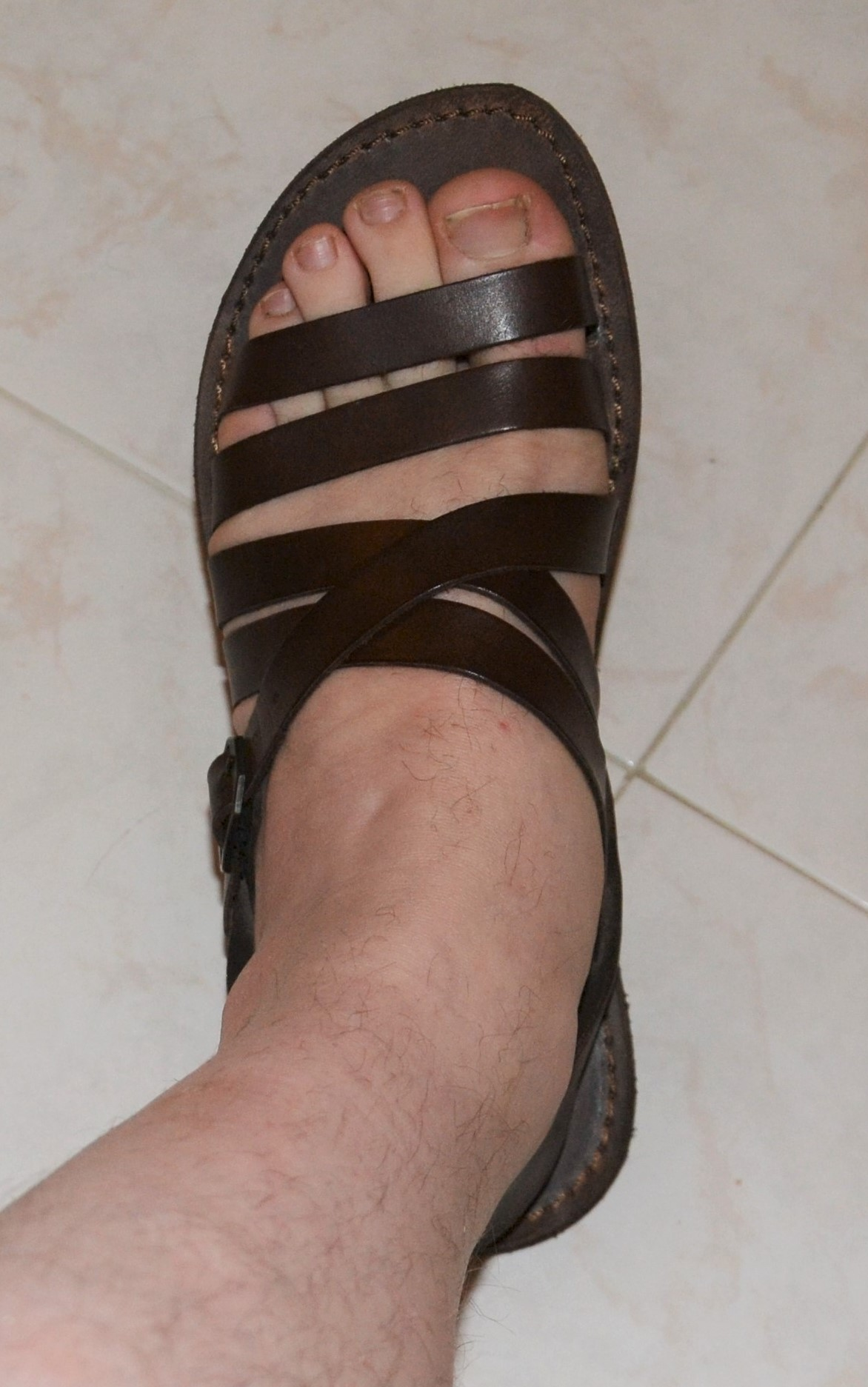
Sandalias masculinas.

Las sandalias egipcias solían tener la punta levantada y vuelta hacia el dedo. Algunas sandalias asirias tan solo constaban de un resguardo para el talón y los costados del pie, que se ataba sobre este mediante correas y que no tenía suela para la parte delantera del pie. Los romanos no solo usaban sandalias, sino que, según se cree, también llevaban zapatos parecidos a los actuales. La aristocracia y la familia real de los asirios, romanos y de otros pueblos calzaban sandalias más completas o bien zapatos parecidos a botas. En Egipto algunos beduinos de la zona del monte Sinaí utilizan sandalias hechas con diversas especies de dugón, animal marino parecido a la foca.

### Calzados populares
En Chile se le dice chala a la sandalia rústica. En Canarias se les dice cholas. Otros tipos de sandalias populares son las albarcas, abarcas o avarcas (de origen balear, que consisten en una tira ancha de piel sobre el empeine, y otra más fina que se puede poner bien sobre el empeine o sobre el talón) o los huaraches mexicanos, cuyas cintas entrelazadas pueden llegar a cubrir gran parte del pie. Las más peculiares son las Geta (下駄?), las "chanclas" japonesas conformadas por una tabla de madera y dos rectángulos de madera también colocados transversalmente y sujetas con dos tiras.

### En la actualidad
Las sandalias son utilizadas comúnmente en verano o en la playa. Las hay de diversos colores y estilos, según la moda. En Europa y América del Norte las usan tanto hombres como mujeres, mientras que en América del Sur, su uso está limitado al público femenino (aunque en algunos países de este último continente también existen sandalias diseñadas para hombres, las cuales son usadas como calzado informal).
En climas más fríos, las sandalias y chancletas, son casi exclusivamente usadas por las mujeres, que han dado a este calzado el estatus de icono de la moda, al añadirle tacón. Por ello, es hoy en día un sinónimo de elegancia femenina, y se la puede ver a lo largo de todo el año, en los pies de las señoras cuando acuden a eventos de gala. 
Según algunas opiniones, la sandalia es un calzado muy femenino, que debe usarse exclusivamente sin medias. 
Es frecuente distinguir las chanclas o chancletas de las sandalias, siendo las primeras de uso diario y "entre-casa" mientras que la sandalia hace alusión a la moda y la elegancia, para ser usada en ocasiones especiales; fiestas, reuniones, oficina; por lo que sus materiales son mucho más finos.

## Uso bíblico
En el antiguo Israel, cuando un hombre rehusaba llevar a cabo el matrimonio de cuñado con una viuda, esta le quitaba la sandalia, y, para vergüenza suya, se le llamaba: “La casa de aquel a quien le fue quitada la sandalia”. (Dt 25:9, 10.) La transferencia de propiedad o el derecho de recompra se garantizaba entregando la sandalia a otra persona. (Rut 4:7-10)

## Materiales
Las sandalias de hoy son un artículo de moda más que de primera necesidad como lo es otro tipo de calzado, como la chancla, que puede estar hecha a mano o confeccionada en distintos tipos de materiales. 
- tejidos de punto (crochet, macramé, tunecino, dos agujas).
- trenzas de madera como la hoja de plátano u otros similares (fique).